# Verteporfin
Verteporfin je organsko jedinjenje, koje sadrži 41 atom ugljenika i ima molekulsku masu od 718,794 .

## Osobine
| Osobina                  | Vrednost |
| ------------------------ | -------- |
| Broj akceptora vodonika  | 10       |
| Broj donora vodonika     | 3        |
| Broj rotacionih veza     | 12       |
| Particioni koeficijent ( | 7,8      |
| Rastvorljivost (logS, log(mol/L))       | -10,5    |
| Polarna površina (PSA, Å2)  | 173,6    |

## Literatura
- Hardman JG, Limbird LE, Gilman AG (2001). Goodman & Gilman's The Pharmacological Basis of Therapeutics (10. изд.). New York: McGraw-Hill. ISBN 0071354697. doi:10.1036/0071422803.
- Thomas L. Lemke; David A. Williams, ур. (2007). Foye's Principles of Medicinal Chemistry (6. изд.). Baltimore: Lippincott Willams & Wilkins. ISBN 0781768799.

## Spoljašnje veze
|  | Molimo Vas, obratite pažnju na važno upozorenje u vezi sa temama iz oblasti medicine (zdravlja). |